# Мадлен, Ален
Ален Мадлен (фр. Alain Madelin; 26 марта 1946, Париж) — французский политик и государственный деятель, в юности ультраправый боевик-антикоммунист, активист Федерации студентов-националистов и движения «Запад». Был осуждён за уличное насилие. После столкновений «Красного мая» перешёл на позиции правого либерализма. Многолетний депутат Национального собрания. Член правительства в 1986—1988 и 1993—1995, мэр Редона в 1995—2001, проводил курс либеральных реформ. Видный деятель СФД и СНД, один из лидеров Республиканской партии, основатель партии Либеральная демократия. Кандидат в президенты на выборах 2002. Сторонник политической демократии, экономического либерализма, глобализации, евроинтеграции и альянса с США.

## Ультраправый боевик
Родился в парижской рабочей семье. Гаэтан Мадлен, отец Алена, был механиком на автозаводе Renault, впоследствии стал бухгалтером на оптовом рынке. Алина Мадлен, мать Алена, работала секретарём-машинисткой в транспортной компании. Детство и юность Ален Мадлен провёл в пролетарско-иммигрантском квартале Бельвиль, районе парижской бедноты. После школы учился в профессионально-техническом Лицее Вольтера, освоил специальности слесаря, токаря, фрезеровщика. Поступил в Университет Пантеон-Ассас, учился на юриста, увлечённо занимался боксом.
С подросткового возраста Ален Мадлен отличался крайне правыми политическими взглядами, был убеждённым французским националистом и непримиримым антикоммунистом. Этому способствовали конфликты с молодыми коммунистами в лицее и университете. Мадлен отвергал и парламентскую Четвёртую республику, и президентскую Пятую республику генерала де Голля. Считал, что власти подрывают Францию, потворствуя коммунизму. Симпатизировал Венгерскому восстанию и Южному Вьетнаму.
В семнадцатилетнем возрасте Ален Мадлен вступил в ультраправую Федерацию студентов-националистов. Руководил силовыми группами, участвовал в уличных драках с коммунистической молодёжью. В 1964 стал одним из основателей движения «Запад» (лидер — Пьер Сидос). На президентских выборах 1965 поддерживал Тиксье-Виньянкура. За свою «антикоммунистическую страсть» дважды был арестован полицией. В 1966 получил условный срок за незаконное хранение оружия. В 1967 осуждён за массовую драку в Руане — активисты «Запада» атаковали ультралевых студентов — сторонников ДРВ. Вместе с Мадленом были арестованы одиннадцать боевиков, в том числе Жерар Лонге, Патрик Деведжян, Ален Робер. Примерно через год обвиняемые были помилованы.

Коммунизм был тоталитаризмом моего поколения. ГУЛАГ, Большой террор, сталинские процессы, система, основанная на лжи — вот с чем я хотел бороться. Это не мешало мне общаться с коммунистическими активистами, продавцами L’Humanité, искренними и скромными рабочими, знакомыми моей семьи. Но мною двигал антикоммунизм — воинствующий, крайний и страстный. Поскольку в то время антикоммунистическая Франция была маргинализирована, нас систематически замыкали на правом краю. Противоположная сторона была за Мао и Пол Пота, за Красную гвардию и Красных кхмеров. Я не жалею о выборе своего лагеря.

Ален Мадлен

Весной 1968 боевики «Запада» первыми вступили в физические схватки с активистами «Красного мая». Они быстро распознали прокоммунистический характер движения по лозунгам поддержки ДРВ во Вьетнамской войне. В движении произошёл раскол. Из враждебности к де Голлю некоторые ультраправые присоединялись к протестам. Но Ален Мадлен и его сторонники исходили из последовательного антикоммунизма и предпочли оказаться на стороне правящих голлистов. 3 мая Мадлен возглавил демонстрацию «Запада» к Сорбонне и командовал в уличной драке с коммунистами у Люксембургского сада.
Именно майские события 1968 побудили Алена Мадлена многое пересмотреть в своём мировоззрении. Он остался националистом и антикоммунистом, но сделал вывод: самые эффективные пути национального строительства и борьбы с коммунизмом — политическая демократия и экономический либерализм. Впоследствии Мадлен говорил, что так же, как он боролся с коммунизмом в 1960-х, боролся бы — если бы позволял возраст — с фашизмом и коллаборационизмом в 1940-х.

## Либеральный политик

### Активист и депутат
Ален Мадлен по-прежнему являлся противником голлизма. Он примкнул не к консервативной, а к либеральной части французского правого лагеря. Вступил в Национальную федерацию независимых республиканцев Валери Жискар д’Эстена. Участвовал в избирательных кампаниях. При этом участие Мадлена мешало объединению правых: голлисты помнили его принадлежность к ультра и отказывались от союза.
Важным направлением деятельности Алена Мадлена являлась политическая публицистика. Под псевдонимом Ален Бургон он публиковал статьи антикоммунистического содержания в журнале Est — Ouest. Издателем был Жорж Альбертини — некогда левый деятель СФИО и ВКТ, потом военный коллаборационист, правый политик и влиятельный политтехнолог. Через Альбертини установились связи Мадлена с крупным бизнесом, прежде всего издательским. Организовывал либеральные семинары, пропагандировал идеи Мизеса и фон Хайека. Состоял в клубе Перекрёсток часов. В респектабельном либеральном политике трудно было узнать прежнего уличного боевика.
На президентских выборах 1974 Ален Мадлен активно агитировал за кандидатуру Жискар д’Эстена. После победы стал заметной фигурой в окружении нового президента. С 1977 Мадлен — секретарь по информации правоцентристской Республиканской партии (РП), которую возглавляли Жерар Лонге и Франсуа Леотар. Тогда же Мадлен был назначен в аппарат правительственного госсекретаря по промышленности и коммерции Клода Куле. На парламентских выборах 1978 баллотировался в Национальное собрание как представитель жискаровского Союза за французскую демократию (СФД). Был избран от департамента Иль и Вилен. С небольшими перерывами оставался депутатом до 2007. Занимал вице-председательские посты в СФД и РП. Воспринимался как один из «крайне правых, встроенных в большинство».
В 1979 Ален Мадлен в составе французской общественной делегации посетил Камбоджу — тогда НР Кампучию. Он был потрясён картинами геноцида и назвал военным преступником Хенг Самрина, в прошлом занимавшего командную должность в полпотовской армии. Эта поездка укрепила антикоммунистические убеждения Мадлена.
Президентские выборы 1981 привели к кардинальной смене власти: был избран социалист Франсуа Миттеран. Он представлял левый лагерь, в том числе ФКП. Хотя политика Миттерана была в основном прагматична и далека от прокоммунистической, Ален Мадлен перешёл в жёсткую идеологизированную оппозицию. Вступал в яростную парламентскую полемику с социалистами и коммунистами. Был прозван «оппозиционным гусаром» и «либеральным крестоносцем». Выступал в поддержку афганских моджахедов, польской «Солидарности», советских диссидентов. В июле 1985 посетил Москву и установил доску с именем академика Сахарова на здании Минюста СССР.

### Член правительства
В результате парламентских выборов 1986 большинство в Национальном собрании перешло к правым. Президент Миттеран вынужден был назначить премьер-министром Жака Ширака лидера голлистской партии Объединение в поддержку республики (ОПР). Правительство было сформировано на основе коалиции ОПР с другими правыми партиями, прежде всего СФД. Ален Мадлен занял пост министра промышленности и коммуникаций. Проводил курс экономического либерализма, основанный на идеях Австрийской школы. В практическом исполнении это был французский вариант рейганомики и тэтчеризма: приватизация, дерегуляция, стимулирование частного предпринимательства. Именно Мадлен считался во второй половине 1980-х французским «оголтелым либералом N 1».
Либерализм министра Мадлена проявился в конкретных административных мероприятиях. Он основательно реформировал министерство, отказался от директивных функций, значительно сократил бюджет. Решительно закрывал обанкротившиеся предприятия, привлекая при этом частные и иностранные инвестиции для создания новых рабочих мест. Такая политика характеризовалась как «трудные и смелые решения» и получила название «метод Мадлена».
После переизбрания Франсуа Миттерана в 1988 голлиста Жака Ширака сменил во главе правительства социалист Мишель Рокар. Ален Мадлен ушёл в отставку и активно занялся международной политикой. В 1989 стал депутатом Европарламента, также имел мандат в 1999—2002.
Ален Мадлен с энтузиазмом поддерживал революции 1989 года, присутствовал при падении Берлинской стены и свержении Чаушеску. Встречался с Лешеком Бальцеровичем, Вацлавом Клаусом, Желю Желевым, Сали Беришей, Егором Гайдаром, консультировал в проведении либеральных экономических реформ. Находился в кабинете Витаутаса Ландсбергиса во время Вильнюсского противостояния в январе 1991. Критиковал французское правительство за неадекватные оценки происходящего, непонимание, с его точки зрения, масштабности перемен. Учредил экспертно-аналитический институт Euro-92.
Парламентские выборы 1993 принесли победу правой коалиции ОПР-СФД. Правительство возглавил голлист Эдуар Балладюр. Ален Мадлен был назначен министром по делам экономического развития. На этом посту он организовал систему контрактов «Мадлен» по накопительной пенсии и предельно упростил правила регистрации бизнеса. Эти меры сделали Мадлена популярным в предпринимательской среде.
На президентских выборах 1995 Ален Мадлен поддержал Жака Ширака. Эдуар Балладюр выступал с более либеральной программой, но Мадлен посчитал Ширака более решительным политиком, способным на жёсткие реформы. В правительстве Алена Жюппе Мадлен получил пост министра экономики и финансов, но занимал всего три месяца. Причиной скорой отставки стали разногласия с Жюппе по вопросам бюджетной политики и пенсионной реформы. Предложение Мадлена отменить пенсионные льготы в госсекторе было сочтено слишком либеральным. Укрепление же стабильности франка требовало резкого повышения налогов.

### Кандидат в президенты
В 1995 Ален Мадлен был избран мэром Редона, оставался в этой должности до 2001. В 1996 он проиграл Франсуа Леотару выборы председателя СФД, но сумел возглавить РП. В 1997 преобразовал РП в либерально-консервативную европеистскую партию Либеральная демократия (ЛД). Учредил либеральный клуб Idées Action. Конфликт с Жюппе, в котором Мадлен отстаивал интересы бизнеса, позволил ему сохранить высокий рейтинг среди предпринимателей и коммерсантов. Всерьёз рассматривалась кандидатура Мадлена как главы правительства и даже главы государства.
Ален Мадлен баллотировался в президенты на выборах 2002. Но все предвыборные прогнозы были опрокинуты прорывом во второй тур лидера крайне правых Жан Мари Ле Пена. За Мадлена проголосовали около 1,1 миллиона избирателей — менее 4 %. Во втором туре Мадлен призвал голосовать за Ширака; партия ЛД влилась в неоголлистский Союз за народное движение (СНД). Во внутрипартийном раскладе СНД Мадлен примкнул к группе Реформаторы, выступающей за максимальную либерализацию экономики и децентрализацию госуправления.
Как партийный политик и депутат парламента Ален Мадлен выступал за альянс Франции с США на международной арене. В 2003 он — вопреки позиции президента Ширака и СНД — поддержал американское вторжение в Ирак и свержение Саддама Хусейна. В 2006 одобрил создание либертарианской партии Либеральная альтернатива. От участия в парламентских выборах 2007 Ален Мадлен отказался и заявил об уходе из политики.

## Бизнес и общественная деятельность
Аден Мадлен занялся предпринимательской и общественной деятельностью. С 2008 он стал директором телекоммуникационной компании Rentabiliweb, с 2010 — президентом неправительственной организации GIPENA, занимающейся распространением цифрового образования в африканских странах. Стал соучредителем венчурного фонда Lotaur Capital, выкупившего несколько предприятий ЖКХ у Veolia Environnement. Читает лекции в Высшей школе социальных наук, специализируется на переквалификации госслужащих в менеджеров частных компаний. В 2012 был включён в состав валютно-финансового комитета при Банке Маврикия.
В 2017 Ален Мадлен поддержал избрание президентом Эмманюэля Макрона. В особенности он одобрил либеральный проект пенсионной реформы. Впоследствии критиковал Макрона за нерешительность в реформах, призывал сократить бюджетные расходы, децентрализовать и дебюрократизировать управленческую систему.
Ален Мадлен решительный сторонник евроинтеграции. В 1990-х называл себя другом России, предлагал заключить договор о сотрудничестве между Евросоюзом и РФ. Выступает за максимально тесное сотрудничество франкоязычных стран, активную французское содействие в развитии Африки. Высказывается за «право вмешательства» — подавление тоталитарных диктатур международными силами. Положительно роль национализма в политике, особенно в борьбе с коммунизмом, но экономике однозначно поддерживает тенденции глобализации.

## Оценки и частная жизнь
Сторонники Алена Мадлена отмечают за ним стилевую демократичность, доброжелательность, открытость в общении. Подчёркивается, что на верхах французской политики он остался верен своему народному происхождению и в преклонном возрасте сохранил задор молодых лет.
Ален Мадлен был женат на предпринимательнице Патрисии Салюстри. Имеет двух дочерей и сына. Сообщалось, что после развода он сошёлся с новой спутницей жизни — менеджером по имени Карин.

## Награды
- Орден «Стара-планина» I степени (9 января 1995 года, Болгария)[19]